# العلاقات الأوكرانية الأيرلندية
العلاقات الأوكرانية الأيرلندية هي العلاقات الثنائية التي تجمع بين أوكرانيا وجمهورية أيرلندا.

## مقارنة بين البلدين
هذه مقارنة عامة ومرجعية للدولتين:
| وجه المقارنة                                              | أوكرانيا                                   | جمهورية أيرلندا                                       |
| --------------------------------------------------------- | ------------------------------------------ | ----------------------------------------------------- |
| المساحة (كم2)                                             | 603.63 ألف                                 | 70.27 ألف                                             |
| عدد السكان (نسمة)                                         | 45.55 مليون                                | 4.76 مليون                                            |
| الكثافة السكانية (ن./كم²)                                 | 75.46                                      | 67.74                                                 |
| العاصمة                                                   | كييف                                       | دبلن                                                  |
| اللغة الرسمية                                             | اللغة الأوكرانية                           | اللغة الأيرلندية، لغة إنجليزية، الإنجليزية الأيرلندية |
| العملة                                                    | هريفنا أوكرانية، كاربوفانيتس، روبل سوفييتي | جنيه أيرلندي، يورو، عملات اليورو الأيرلندية           |
| الناتج المحلي الإجمالي (بليون دولار)                      | 112.15 مليار                               | 333.73 مليار                                          |
| الناتج المحلي الإجمالي (تعادل القوة الشرائية) بليون دولار | 352.98 مليار                               | 318.16 مليار                                          |
| الناتج المحلي الإجمالي الاسمي للفرد دولار أمريكي          | 2.11 ألف                                   | 61.13 ألف                                             |
| الناتج المحلي الإجمالي للفرد دولار أمريكي                 | 8.66 ألف                                   |                                                       |
| مؤشر التنمية البشرية                                      | 0.747                                      | 0.916                                                 |
| رمز المكالمات الدولي                                      | +380                                       | +353                                                  |
| رمز الإنترنت                                              | .ua، .укр ‏                                 | .ie                                                   |
| المنطقة الزمنية                                           | ت ع م+02:00، ت ع م+03:00، توقيت شرق أوروبا | 00، ت ع م+01:00، أوروبا/دبلن ‏                         |

## منظمات دولية مشتركة
يشترك البلدان في عضوية مجموعة من المنظمات الدولية، منها:
| علم المنظمة | اسم المنظمة                               | تاريخ انضمام أوكرانيا | تاريخ انضمام جمهورية أيرلندا |
| ----------- | ----------------------------------------- | --------------------- | ---------------------------- |
|             | وكالة ضمان الاستثمار متعدد الأطراف        | 19 يوليو 1994         | 27 أكتوبر 1989               |
|             | الأمم المتحدة                             | 24 أكتوبر 1945        | 14 ديسمبر 1955               |
|             | الفريق المعني برصد الأرض                  | ?                     | ?                            |
|             | منظمة حظر الأسلحة الكيميائية              | ?                     | ?                            |
|             | منظمة التجارة العالمية                    | 16 مايو 2008          | ?                            |
|             | منظمة الشرطة الجنائية الدولية             | ?                     | ?                            |
|             | منظمة الأمن والتعاون في أوروبا            | 30 يناير 1992         | 25 يونيو 1973                |
|             | مؤسسة التنمية الدولية                     | 27 مايو 2004          | 22 ديسمبر 1960               |
|             | نظام تحكم تكنولوجيا القذائف               | 1998                  | 1992                         |
|             | يونسكو                                    | 12 مايو 1954          | 3 أكتوبر 1961                |
|             | مجلس أوروبا                               | 9 نوفمبر 1995         | ?                            |
|             | الاتحاد البريدي العالمي                   | ?                     | ?                            |
|             | البنك الدولي للإنشاء والتعمير             | 3 سبتمبر 1992         | 8 أغسطس 1957                 |
|             | المنظمة الهيدروغرافية الدولية             | ?                     | ?                            |
|             | الاتحاد الدولي للاتصالات                  | 7 مايو 1947           | 8 ديسمبر 1923                |
|             | مؤسسة التمويل الدولية                     | 18 أكتوبر 1993        | 11 سبتمبر 1958               |
|             | المنظمة الأوروبية لسلامة الملاحة الجوية   | 2004                  | 1965                         |
|             | المركز الدولي لتسوية المنازعات الاستشارية | 7 يوليو 2000          | 7 مايو 1981                  |
|             | مجموعة أستراليا                           | 2005                  | 1985                         |
|             | مجموعة الموردين النوويين                  | ?                     | ?                            |

## وصلات خارجية
- موقع وزارة الخارجية الأوكرانية
- موقع وزارة الخارجية الأيرلندية